# Catastrophe
Catastrophe es una serie de televisión de comedia de situación británica creada, escrita y protagonizada por Sharon Horgan y Rob Delaney, fue transmitida por Channel 4 desde el 19 de enero de 2015 hasta el 12 de febrero de 2019. La serie constó de 4 temporadas y 18 capítulos en total.

## Elenco y personajes

### Principal
- Sharon Horgan como Sharon Morris.
- Rob Delaney como Rob Norris.

### Invitados
- Ashley Jensen como Fran.
- Mark Bonnar como Chris.
- Carrie Fisher como Mia (la madre de Rob).
- Jonathan Forbes como Fergal (el hermano de Sharon).
- Daniel Lapaine como Dave.
- Tobias Menzies como Dr. Harries.
- Sarah Niles como Melissa.
- Marta Barrio como Mallandra (la esposa de Fergal).
- Seeta Indrani como Harita.
- Emmanuelle Bouaziz como Olivia.
- Amanda Hale como Catherine, (la novia de Dave).
- Lauren Socha como Anna.
- Kai Alexander como Jeffrey (el hijo de Fran y Chris).
- Michaela Watkins como Sydney Norris (la hermana de Rob).

## Episodios
| Temporada | Temporada | Episodios | Episodios | Emisión original      | Emisión original       |
| Temporada | Temporada | Episodios | Episodios | Primera emisión       | Última emisión         |
| --------- | --------- | --------- | --------- | --------------------- | ---------------------- |
|           | 1         | 6         | 6         | 19 de enero de 2015   | 23 de febrero de 2015  |
|           | 2         | 6         | 6         | 27 de octubre de 2015 | 1 de diciembre de 2015 |
|           | 3         | 6         | 6         | 28 de febrero de 2017 | 4 de abril de 2017     |
|           | 4         | 6         | 6         | 8 de enero de 2019    | 12 de febrero de 2019  |

### Primera temporada (2015)
| N.º en serie | N.º en temp. | Título      | Dirigido por | Escrito por                 | Fecha de emisión original | Audiencia (millones) |
| ------------ | ------------ | ----------- | ------------ | --------------------------- | ------------------------- | -------------------- |
| 1            | 1            | «Episode 1» | Ben Taylor   | Rob Delaney y Sharon Horgan | 19 de enero de 2015       | 1,10                 |
| 2            | 2            | «Episode 2» | Ben Taylor   | Rob Delaney y Sharon Horgan | 26 de enero de 2015       | 1,17                 |
| 3            | 3            | «Episode 3» | Ben Taylor   | Rob Delaney y Sharon Horgan | 2 de febrero de 2015      | 1,17                 |
| 4            | 4            | «Episode 4» | Ben Taylor   | Rob Delaney y Sharon Horgan | 9 de febrero de 2015      | 0,90                 |
| 5            | 5            | «Episode 5» | Ben Taylor   | Rob Delaney y Sharon Horgan | 16 de febrero de 2015     | 0,93                 |
| 6            | 6            | «Episode 6» | Ben Taylor   | Rob Delaney y Sharon Horgan | 23 de febrero de 2015     | 0,93                 |

### Segunda temporada (2015)
| N.º en serie | N.º en temp. | Título      | Dirigido por | Escrito por                 | Fecha de emisión original | Audiencia (millones) |
| ------------ | ------------ | ----------- | ------------ | --------------------------- | ------------------------- | -------------------- |
| 7            | 1            | «Episode 1» | Ben Taylor   | Rob Delaney y Sharon Horgan | 27 de octubre de 2015     | 1.43                 |
| 8            | 2            | «Episode 2» | Ben Taylor   | Rob Delaney y Sharon Horgan | 3 de noviembre de 2015    | 1.43                 |
| 9            | 3            | «Episode 3» | Ben Taylor   | Rob Delaney y Sharon Horgan | 10 de noviembre de 2015   | 1.50                 |
| 10           | 4            | «Episode 4» | Ben Taylor   | Rob Delaney y Sharon Horgan | 17 de noviembre de 2015   | 1.23                 |
| 11           | 5            | «Episode 5» | Ben Taylor   | Rob Delaney y Sharon Horgan | 24 de noviembre de 2015   | 1.02                 |
| 12           | 6            | «Episode 6» | Ben Taylor   | Rob Delaney y Sharon Horgan | 1 de diciembre de 2015    | 1.04                 |

### Tercera temporada (2017)
| N.º | Título      | Dirigido por | Escrito por                 | Fecha de emisión original | Audiencia (millones) |
| --- | ----------- | ------------ | --------------------------- | ------------------------- | -------------------- |
| 1   | «Episode 1» | Ben Taylor   | Rob Delaney & Sharon Horgan | 28 de febrero de 2017     | 1.48                 |
| 2   | «Episode 2» | Ben Taylor   | Rob Delaney & Sharon Horgan | 7 de marzo de 2017        | 1.23                 |
| 3   | «Episode 3» | Ben Taylor   | Rob Delaney & Sharon Horgan | 14 de marzo de 2017       | 1.19                 |
| 4   | «Episode 4» | Ben Taylor   | Rob Delaney & Sharon Horgan | 21 de marzo de 2017       | 1.25                 |
| 5   | «Episode 5» | Ben Taylor   | Rob Delaney & Sharon Horgan | 28 de marzo de 2017       | 1.11                 |
| 6   | «Episode 6» | Ben Taylor   | Rob Delaney y Sharon Horgan | 4 de abril de 2017        | 1.07                 |

### Cuarta temporada (2019)
| N.º | Título      | Dirigido por | Escrito por                 | Fecha de emisión original | Audiencia (millones) |
| --- | ----------- | ------------ | --------------------------- | ------------------------- | -------------------- |
| 1   | «Episode 1» | Ben Taylor   | Rob Delaney y Sharon Horgan | 8 de enero de 2019        | 1.45                 |
| 2   | «Episode 2» | Ben Taylor   | Rob Delaney y Sharon Horgan | 15 de enero de 2019       | 1.29                 |
| 3   | «Episode 3» | Ben Taylor   | Rob Delaney y Sharon Horgan | 22 de enero de 2019       | 1.22                 |
| 4   | «Episode 4» | Ben Taylor   | Rob Delaney y Sharon Horgan | 29 de enero de 2019       | 1.19                 |
| 5   | «Episode 5» | Ben Taylor   | Rob Delaney y Sharon Horgan | 5 de febrero de 2019      | 1.23                 |
| 6   | «Episode 6» | Ben Taylor   | Rob Delaney y Sharon Horgan | 12 de febrero de 2019     | 1.35                 |

## Producción y emisión
La serie fue encargado oficialmente por Channel 4 en mayo de 2014 después de una exitosa prueba piloto el año anterior. La BBC había rechazado previamente la serie después de leer el guion.
El tema original para la serie es Tema de Catastrophe, compuesta por Oli Julian.
El 28 de enero de 2015, la serie fue renovada para una segunda temporada, que saldrá al aire en octubre de 2015.
En julio de 2016, se anunció que la serie fue renovada para una tercera y cuarta temporada.

## Premios y nominaciones
| Año  | Premio                                 | Categoría                                    | Moninados(s)                                  | Resultadp | Ref.   |
| ---- | -------------------------------------- | -------------------------------------------- | --------------------------------------------- | --------- | ------ |
| 2015 | Writers' Guild of Great Britain Awards | Best TV Situation Comedy                     | Rob Delaney y Sharon Horgan                   | Nominados | [ 8 ]  |
| 2015 | BAFTA Scotland Awards                  | Best Actor in Television                     | Mark Bonnar                                   | Nominado  | [ 9 ]  |
| 2016 | Critics' Choice Television Awards      | Best Comedy Series                           | Catastrophe                                   | Nominada  | [ 10 ] |
| 2016 | BAFTA TV Craft Awards                  | Best Writer: Comedy                          | Rob Delaney y Sharon Horgan                   | Ganadores | [ 11 ] |
| 2016 | BAFTA TV Awards                        | Best Female Comedy Performance               | Sharon Horgan                                 | Nominada  | [ 12 ] |
| 2016 | BAFTA Scotland Awards                  | Best Actress in Television                   | Ashley Jensen                                 | Nominada  | [ 13 ] |
| 2016 | Primetime Emmy Awards                  | Outstanding Writing for a Comedy Series      | Rob Delaney y Sharon Horgan (for "Episode 1") | Nominados | [ 14 ] |
| 2016 | Critics' Choice Television Awards      | Most Bingeworthy Show                        | Catastrophe                                   | Nominada  | [ 15 ] |
| 2016 | Satellite Awards                       | Best Actor in a Musical or Comedy Series     | Rob Delaney                                   | Nominado  | [ 16 ] |
| 2016 | Satellite Awards                       | Best Actress in a Musical or Comedy Series   | Sharon Horgan                                 | Nominada  | [ 16 ] |
| 2017 | Primetime Emmy Awards                  | Outstanding Guest Actress in a Comedy Series | Carrie Fisher                                 | Nominada  | [ 17 ] |
| 2018 | BAFTA TV Awards                        | Best Female Comedy Performance               | Sharon Horgan                                 | Nominada  | [ 18 ] |
| 2018 | Best Scripted Comedy                   | Catastrophe                                  | Nominada                                      |           | [ 18 ] |
| 2018 | BAFTA TV Craft Awards                  | Best Writer: Comedy                          | Rob Delaney y Sharon Horgan                   | Nominados | [ 19 ] |